# Batrachoides gilberti
Batrachoides gilberti är en fiskart som beskrevs av Meek och Hildebrand 1928. Batrachoides gilberti ingår i släktet Batrachoides och familjen paddfiskar. Inga underarter finns listade.